# Not Fair
"Not Fair" é uma música da cantora britânica Lily Allen de seu segundo álbum de estúdio, It's Not Me, It's You (2009). Composta por Lily Allen e Greg Kurstin, a canção foi lançada como segundo single do álbum 19 de fevereiro de 2009, através da Regal Recordings. A música incorpora música country que tem as letras retratatando frustração sexual. Os críticos contemporâneos não receberam positivamente a canção e seu tema, alguns chamando-a de "faixa country pseudo" e considerando-a uma composição musical estranha. O single atingiu o pico no top 20 das paradas de alguns países europeus e na Austrália, enquanto marcava-o como o segundo hit consecutivo no top de Allen, tanto no UK Singles Chart como Dutch Top 40 (já que no último "Fuck You" foi um sucesso comercial antes de "Not Fair").
O vídeo da música que a acompanha, retratou um tema do país ocidental, com Allen dançando ao lado de um microfone, enquanto cantores de apoio estão vestidos como vaqueiras, acompanhado de gado e aves de fazenda. O vídeo foi filmado no mesmo dia do lançamento do single. A canção foi performada ao vivo em diferentes ocasiões, incluindo a turnê It's Not Me, It's You World Tour.

## Desempenho nas paradas
| Parada musical (2009)           | Melhor Posição |
| ------------------------------- | -------------- |
| Austrália - ARIA Chart          | 3              |
| Chile - Chile Singles Chart     | 87             |
| Irlanda - Irlanda Singles Chart | 5              |
| Reino Unido - UK Singles Chart  | 5              |